# Anolis monticola
Anolis monticola (ла-оттський кущовий аноліс) — вид ігуаноподібних ящірок родини анолісових (Dactyloidae). Ендемік Гаїті.

## Підвиди
Виділяють два підвиди:
- Anolis monticola monticola Shreve, 1936;
- Anolis monticola quadrisartus Thomas & Schwartz, 1967.

## Поширення і екологія
Ла-оттські кущові аноліси мешкають в горах масиву де ла Отт на півострові Тібурон на крайньому південному заході острова Гаїті. Вони живуть у вологих тропічних лісах, на кавових плантаціях та в тінистих лісах. Зустрічаються на висоті від 100 до 1600 м над рівнем моря.

## Збереження
МСОП класифікує цей вид як вразливий. Anolis monticola загрожує знищення природного середовища.